# Bitva ve Veregavském průsmyku
Bitva ve Veregavském nebo též Rišském průsmyku byla srážka mezi bulharským a byzantským vojskem roku 759, která skončila bulharským vítězstvím. 

## Předchozí události
Roku 755 se byzantský císař Konstantin V. rozhodl přehodnotit politiku svého otce Leona III., za jehož vlády panoval s Bulharskem mír, a odmítl platit bulharské říši dosud odváděné poplatky. V odpověď na následné bulharské zpustošení Thrákie císař následujícího roku zorganizoval proti Bulharům vojenské tažení, jež skončilo byzantským vítězstvím v bitvě u Markelli a následnou mírovou smlouvou mezi byzantským panovníkem a bulharským chánem Vinechem. Na základě této smlouvy Byzanc získala území na jih od Stare Planiny a vyvázala se z placení původního poplatku.

## Průběh bitvy
Tři roky po uzavření smlouvy se Konstantin vydal s velkou armádou do centrálních části Bulharska s cílem definitivně Bulhary porazit. Ve Veregavském průsmyku v pohoří Stara Planina ale Bulhaři Byzantince překvapili a na hlavu je porazili.

## Následky
Chán Vinech nevyužil příležitosti a namísto organizace nových vojenských výpadů proti Byzanci nabídl Konstantinovi mír. To vyvolalo převrat protibyzantsky orientovaných velmožů, kteří na trůn dosadili nového chána Telece.
| „                               | Když se byli smluvili mezi sebou, pobili ty, jejichž rod jim vládl, a vůdcem prohlásili jakéhosi Telesia, přísného muže, který již od mládí projevoval velkou smělost. | “ |
| — Nikeforos, byzantský kronikář | |   |